# John Clements Collins
John Clements Collins (* 8. Dezember 1949 in Colchester, Großbritannien) ist ein britisch-US-amerikanischer theoretischer Elementarteilchenphysiker.
Collins studierte an der Universität Cambridge, wo er 1971 seinen Bachelor-Abschluss erhielt und 1975 promoviert wurde. Danach war er Postdoc und Assistant Professor an der Princeton University. Ab 1980 war er am Illinois Institute of Technology und ab 1990 an der Pennsylvania State University, wo er zurzeit (2009) Distinguished Professor of Physics ist.
Collins arbeitete in der Hochenergiephysik und speziell in der störungstheoretischen Quantenchromodynamik. Er bewies mit Davison E. Soper und George Sterman dort wichtige Faktorisierungstheoreme.
1986/7 war er Guggenheim Fellow, 2000 erhielt er den Humboldt Research Award. 2007 wurde er Fellow der American Physical Society. 2009 erhielt er mit Davison E. Soper und R. Keith Ellis den Sakurai-Preis.

## Schriften
- Renormalization – an introduction to renormalization, the renormalization group and operator product expansion. Cambridge University Press 1984